# فوزی پاشا
مصطفی فوضی چخماق (به ترکی استانبولی: Mustafa Fevzi Çakmak) (۱۲ ژوئیه ۱۸۷۶ – ۱۰ آوریل ۱۹۵۰) سپهبد، سیاستمدار، وزیر جنگ امپراطوری عثمانی، نخست‌وزیر ترکیه و همقطار صمیمی مصطفی کمال آتاتورک بود. او و مصطفی کمال آتاتورک سپهسالار ارتش ترکیه بودند.

## خانواده و مدارس
مصطفی فوضی در ۲۴ ژانویه ۱۸۷۶ در محله جهانگیر استانبول به دنیا آمد. مادر وی هسنا خانیم (Hesna Hanım) و پدرش علی سیری بود. در سال ۱۸۷۹ پدرش علی بیگ سیری در دریای سیاه به هنگ توپخانه (Karadeniz Topçu علایی) در روملو کاواقی Rumeli Kavağı پیوست؛ بنابراین نام Fevzi در ارتش به فوضی کاواقلی پاشا تبدیل شد.
او در میان سال‌های ۱۸۸۲ و ۱۸۸۴ در مکتب صادق خواجه تحصیل کرد و با مطالعه در «تدریسیه خیریه» ادامه داد. وی در مدسه نظامی سلانیک بین ۱۸۸۶ و ۱۸۸۷ تعلیم دید. مصطفی فوضی عربی و فارسی را از پدربزرگ خود حاجی بکیر افندی یکی از روشنفکران برجسته در آن زمان آموخته بود.
مصطفی فوضی در دبیرستان نظامی کوللی (Kuleli Askerî İdadisi) بین سال‌های ۱۸۹۰ و ۱۸۹۳ به ادامه تحصیل پرداخت و پس از فارغ‌التحصیلی از دبیرستان نظامی وارد مکتب حربیه شد و با درجه ستوان دومی به پیاده‌نظام امپراتوری عثمانی پیوست.